# Bombardement de Rabaul (1942)
Pour les articles homonymes, voir Bombardement de Rabaul.
Le bombardement de Rabaul en février et mars 1942 a eu lieu lorsque les forces alliées ont lancé des contre-attaques contre la base de l'empire du Japon à Rabaul, en Papouasie-Nouvelle-Guinée. Rabaul avait été capturé par les Japonais lors de la bataille de Rabaul fin janvier.
Le bombardement débute le 20 février 1942 par le groupe de travail de la marine américaine avec le vaisseau amiral Lexington, commandé par le vice-amiral Wilson Brown. Plus tard, le même officier commanda une nouvelle force opérationnelle appuyée par le porte-avions Yorktown le 10 mars 1942 dans le même but, entre autres objectifs, en Nouvelle-Guinée orientale.
Les bombardements américains ont été soutenus par des frappes aériennes de la Royal Australian Air Force contre les aérodromes japonais de Rabaul en mars.

## Histoire
Les Japonais ont capturé Rabaul lors de la bataille de Rabaul en janvier 1942. Ils se préparaient à convertir la ville en une grande base navale et aérienne pour les fournitures et les forces nécessaires à l'expansion du périmètre de l'Empire japonais dans le Pacifique Sud-Ouest. Cela comprenait la conquête prévue de Port Moresby et l'occupation ultérieure de la Nouvelle-Calédonie, des Nouvelles-Hébrides (Vanuatu), des Fidji, des Samoa et d'autres îles voisines.

### Première frappe américaine
Le 20 février 1942, le vice-amiral Brown, sous la direction de l'amiral Leary en route vers l'objectif, navigue dans le sud-ouest du Pacifique avec des plans pour frapper la base japonaise récemment conquise à Rabaul, située en Nouvelle-Bretagne. Cette force est cependant repérée par les avions de reconnaissance japonais, qui ordonne une attaque à l'aide de bombardiers torpilleurs terrestres bimoteurs. Ceux-ci seront interceptés par des chasseurs Grumman F4F-4 Wildcat du Lexington et les tirs antiaériens du porte-avions et de ses navires d'escorte, abattant 16 avions japonais.
En raison de la perte du facteur de surprise, l'amiral américain ordonne au groupe opérationnel de se retirer de la zone.
Le 23 février, six bombardiers lourds Boeing B-17 Flying Fortress de la cinquième armée de l'air américaine, détournés d'Hawaï et opérant pour la première fois à partir des Fidji, quittent Townsville sous le commandement de la Royal Australian Air Force lors du premier raid américain de bombardiers terrestres sur Rabaoul.

### Seconde frappe américaine
Plus tard, le vice-amiral Brown — à la tête d'un nouveau groupe opérationnel composé des porte-avions Lexington et Yorktown, ainsi que de navires d'escorte et de soutien — reçoit de nouveaux ordres pour frapper les Japonais à Rabaul et dans les environs. L'amiral Brown décide d'arriver dans le golfe de Papouasie dans le sud de la Nouvelle-Guinée sous la protection relative de l'aviation australienne terrestre qu'il considérait comme la meilleure pour un facteur de surprise.
Le 10 mars, lors du débarquement japonais à Lae-Salamaua, les avions américains survolent la chaîne de montagnes Owen Stanley et attaquent des cibles japonaises à Rabaul, Lae et Salamaua, endommageant ou coulant également des transports japonais et des navires de soutien dans le golfe de Huon. Les Américains subissent des pertes très légères et infligent de graves dommages aux renforts japonais, retardant les plans japonais de fortification des points récemment conquis en Nouvelle-Guinée orientale, qui seront mis en place pendant un certain temps pour soutenir le soi-disant plan d'occupation australien envisagé par le haut commandement de la marine japonaise.

### Attaques de la RAAF
L'état-major de l'armée australienne, répondant aux rapports de renseignement et aux rapports de reconnaissance des renforts arrivant à Rabaul, ordonne à la Royal Australian Air Force (RAAF) de mener de nouvelles frappes aériennes contre la base.
De telles frappes sont menées à basse altitude, au grand risque pour les équipages en raison des tirs antiaériens ennemis. Mais cette méthode permet aux bombardiers moyens Martin B-26 Marauder d'obtenir un succès notable, coulant de nombreux navires auxiliaires, notamment le Komachi Maru avec la destruction de la plupart des avions japonais dans les bases de la forteresse, ne laissant que quelques vieux chasseurs Mitsubishi A5M 4 « Claude ».
Plus tard, le porte-avions Shōhō et le transport aérien Kasuga Maru arrivent à Rabaul avec une cargaison des derniers Mitsubishi A6M2 Zeros (30 sur porte-avions, 20 sur croiseur auxiliaire) pour remplacer les pertes précédentes, y compris les pièces de rechange et la mécanique, ainsi que d'autres avions provenant des Philippines et des Indes hollandaises. Avec ces nouveaux renforts à Rabaul, les Japonais parviennent à poursuivre leurs plans pour la période.